# Enis Pérez
Enis Magda Pérez (* 8. Mai 2002) ist eine kubanische Leichtathletin, die sich auf den Sprint spezialisiert hat.

## Sportliche Laufbahn
Erstmals Erfahrungen bei internationalen Meisterschaften sammelte Enis Pérez im Jahr 2022, als sie bei den U23-Karibikspielen auf Guadeloupe mit 12,21 s in der ersten Runde im 100-Meter-Lauf ausschied und mit der kubanischen 4-mal-100-Meter-Staffel in 45,47 s die Silbermedaille hinter dem Team aus Trinidad und Tobago gewann. Anschließend schied sie bei den NACAC-Meisterschaften in Freeport mit 24,53 s in der Vorrunde im 200-Meter-Lauf aus und belegte mit der Staffel in 44,46 s den fünften Platz. Im Jahr darauf belegte sie bei den Zentralamerika- und Karibikspielen in San Salvador in 23,64 s den siebten Platz über 200 Meter und siegte mit der Staffel in 43,17 s aus. Anschließend verpasste sie bei den Weltmeisterschaften in Budapest mit 43,17 s den Finaleinzug mit der Staffel. Anfang November schied sie bei den Panamerikanischen Spielen in Santiago de Chile mit 24,07 s im Vorlauf über 200 Meter aus und siegte mit der Staffel in 43,72 s gemeinsam mit Laura Moreira, Yarima García und Yunisleydis García.

## Persönliche Bestzeiten
- 100 Meter: 11,43 s (−0,2 m/s), 19. Mai 2023 in Havanna
- 200 Meter: 23,30 s (+1,7 m/s), 20. Mai 2023 in Havanna